# Neukirchen bei Lambach
Neukirchen bei Lambach osztrák község Felső-Ausztria Welsvidéki járásában. 2021 januárjában 964 lakosa volt. 

## Elhelyezkedése

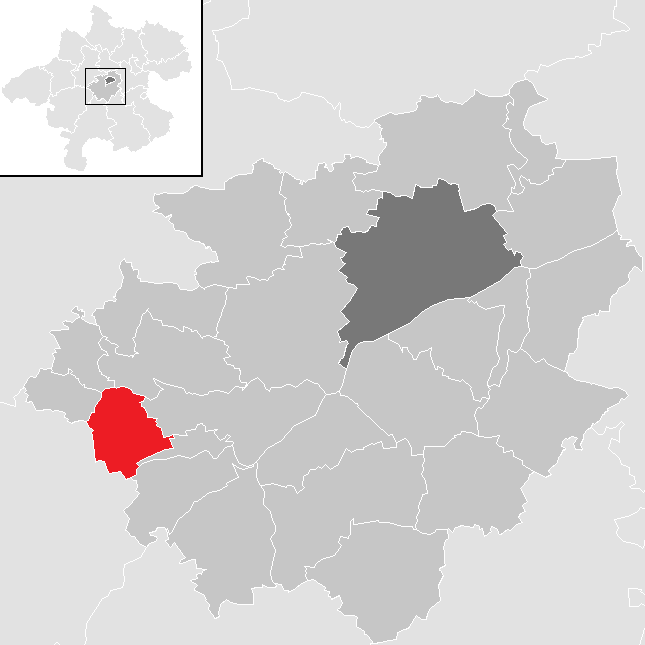
Neukirchen bei Lambach a Welsvidéki járásban

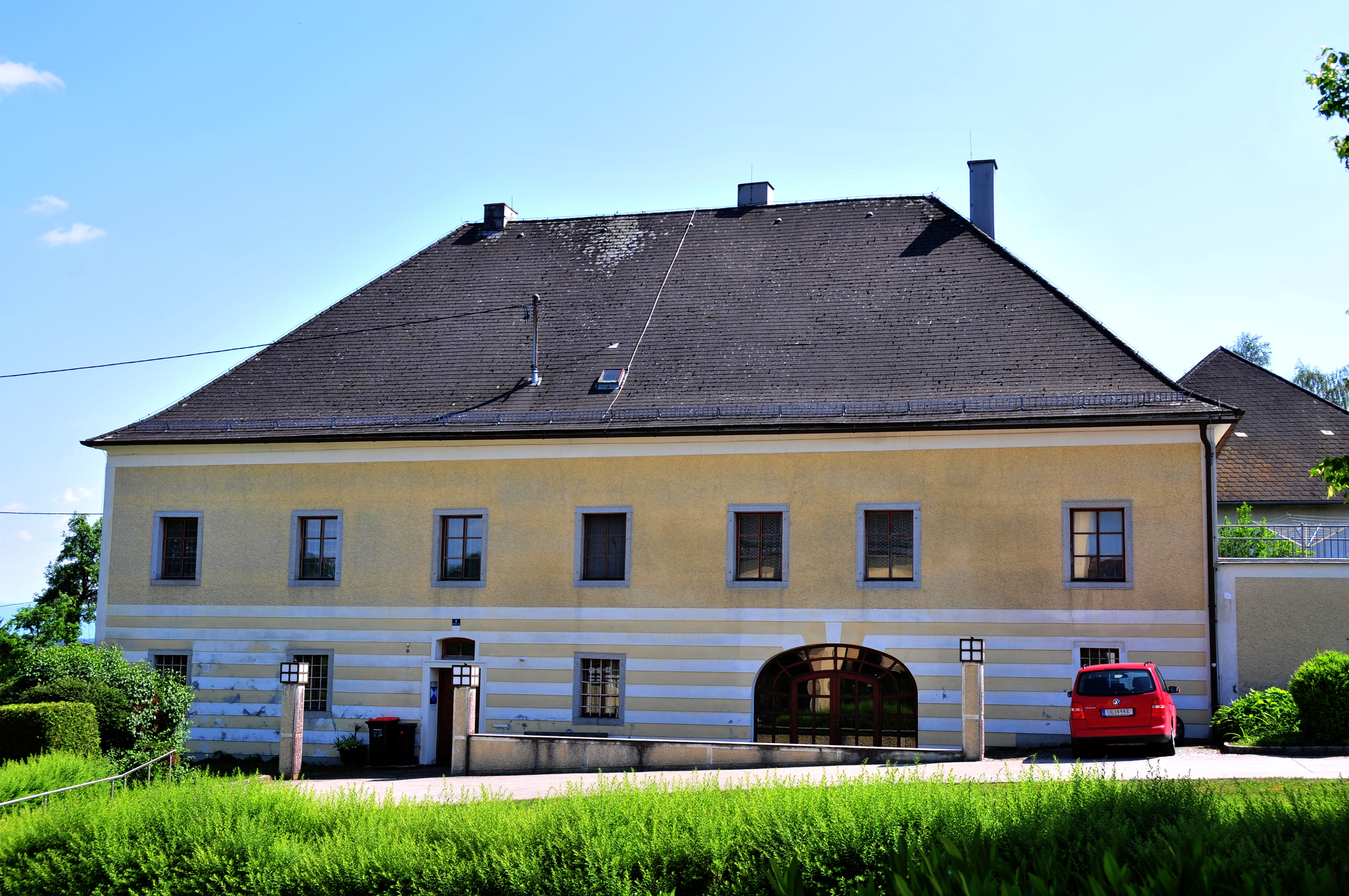
A 17. századi plébánia

Neukirchen bei Lambach a tartomány Hausruckviertel régiójában fekszik a Hausruckvierteli-dombság és a Traun-völgy találkozásánál, a Willingerbach patak mentén. Területének 11,9%-a erdő, 76,2% áll mezőgazdasági művelés alatt. Az önkormányzat 15 települést és településrészt egyesít: Aming (22 lakos 2020-ban), Dorf (26), Gewerbepark Neukirchen bei Lambach (0), Hof (56), Hofern (76), Iming (34), Löpperding (17), Neukirchen bei Lambach (200), Niederharrern (7), Oberschwaig (196), Schörgendorf (19), Spöck (57), Stroham (52), Weinberg (129) és Willing (44). 
A környező önkormányzatok: északnyugatra Aichkirchen, északra Bachmanning, északkeletre Pennewang, keletre Edt bei Lambach, délkeletre Lambach, délre Stadl-Paura, délnyugatra Rüstorf, nyugatra Schlatt.

## Története
Neukirchent először 1070-ben említik a lambachi apátság egyik oklevelében. A régió a 12. századik a Bajor Hercegség keleti határvidékéhez tartozott, majd Ausztriához került. Az Osztrák Hercegség 1490-es felosztásakor a falu az Ennsen-túli Ausztria része lett. 
A napóleoni háborúk során a települést több alkalommal megszállták. 
A köztársaság 1918-as megalakulása után Neukirchen Felső-Ausztria tartomány része lett. Miután a Német Birodalom 1938-ban annektálta Ausztriát, az Oberdonaui gauba sorolták be. A második világháború után az ország függetlenné válásával Neukirchen ismét Felső-Ausztriához került.

## Lakosság
A Neukirchen bei Lambach-i önkormányzat területén 2021 januárjában 964 fő élt. A lakosságszám 1971 óta gyarapodó tendenciát mutat. 2018-ban az ittlakók 96,1%-a volt osztrák állampolgár; a külföldiek közül 1,4% a régi (2004 előtti), 1,3% az új EU-tagállamokból érkezett. 1% a volt Jugoszlávia (Szlovénia és Horvátország nélkül) vagy Törökország, 0,2% egyéb országok polgára volt. 2001-ben a lakosok 92,3%-a római katolikusnak, 3,1% evangélikusnak, 2,4% pedig felekezeten kívülinek vallotta magát. Ugyanekkor a legnagyobb nemzetiségi csoportot a németeken (98,7%) kívül a horvátok alkották 0,5%-kal. 
A népesség változása:

| 2016 | 907 |
| 2018 | 917 |

## Látnivalók
- a Szt. István-plébániatemplom
- A 17. század elején épült katolikus plébánia

## Fordítás
- Ez a szócikk részben vagy egészben  a   Neukirchen bei Lambach című német Wikipédia-szócikk ezen változatának fordításán alapul.  Az eredeti cikk szerkesztőit annak laptörténete sorolja fel. Ez a jelzés csupán a megfogalmazás eredetét és a szerzői jogokat jelzi, nem szolgál a cikkben szereplő információk forrásmegjelöléseként.